# Preghiera di Giuseppe
La Preghiera di Giuseppe è un apocrifo dell'Antico Testamento scritto in greco tra il I e II secolo d.C. 

L'opera è pervenuta in frammenti (16 linee sulle 1100 originali attestate da Niceforo).
Nel frammento pervenuto Giacobbe-Israele parla di sé.

## Omonimie
L'opera è da distinguersi dalla "Storia di Giuseppe" ("il falegname"), che reca, anche in forma cletica (di preghiera), il racconto della morte di san Giuseppe rivolto da Gesù ai discepoli.

## L'opera
Secondo il biblista Giulio Michelini, ordinario di Esegesi neotestamentaria all’Istituto Teologico di Assisi e Dottore in Teologia Biblica, è una composizione esegetica midrashica sulla storia di Giacobbe che risale al I sec.d.C.

### Tematica
È incentrata sulla lotta di Giacobbe, considerato qui incarnazione dell'angelo Israele, con l'angelo Uriel, mosso dall'invidia contro il patriarca. 
Lo studioso Giulio Michelini nota altresì che l'interpretazione moderna della lotta quale «proiezione» del conflitto con Esaù sin dal grembo materno fino all'inganno che fruttò al gemello il diritto di primogenitura e la benedizione è una «linea» esegetica però «già emersa col midrash».

### Datazione
James Charlesworth rileva le difficoltà di inquadrare cronologicamente la composizione originale, dovute alla brevità e frammentarietà del testo pervenuto.

## Problemi di filologia: origine e ambiente culturale

### La trasmissione
La composizione "La preghiera di Giuseppe" è pervenuta in due scritti di Origene, ossia nel "Commentario su Giovanni" 2,31 e nell'opera dottrinale "Philocalia" 23,25.
Origene, rileva Emil Schürer, considera la Preghiera uno scritto da non disistimare («a writing not to be despised»: οὐκ εὐκαταφρὸνητον γραφῆν), e afferma esplicitamente che fosse in uso presso gli Ebrei (παρʾ Ἐβραῖοις).

### Origine
Sull'estrazione culturale dell'opera, ipotesi diverse sono state avanzate da studiosi quali Alfred Resch e Jean Daniélou, che la ritengono giudeo-cristiana: contravvenendo, lo studioso francese, alla propria stessa convinzione espressa altrove.
Propendono per l'origine giudaica, invece, altri studiosi quali Schürer, Grant
e Remeny e Wendel, nel loro contributo all'esame di una metafora controversa quale "la chiesa come Corpo di Cristo"; tra costoro è da rilevare l'opinione di chi considera lo scritto di origine giudaica e di propaganda anticristiana, come J.T. Marshall,
R.H. Charles e, ben più recentemente, D.S. Russel.
A sfavore di una tale ipotesi peraltro ancora una volta è da segnalare il già riportato giudizio positivo che dello scritto fornisce Origene («οὐκ εὐκαταφρὸνητον γραφῆν»).
Sono da riportare inoltre ulteriori pareri discordanti, come quello di V. Burch che ritiene di poter rilevare nell'opera un'impronta antigiudaica, benché tale ipotesi sia considerata peraltro «altamente improbabile» da chi, per ragioni anche diverse, noti che Origene la definiva «uno degli apocrifi apprezzati tra gli Ebrei».
Secondo una versione possibilista, non lontana dal vero potrebbe essere l'opinione di Smith che inquadra l'opera quale prodotto del giudaismo ellenistico mistico, del I o II secolo a.C.